# Paolo Giuseppe Solaro
Paolo Giuseppe Solaro di Villanova, francisé en Paul-Joseph Solar de Villeneuve, né le 24 janvier 1743 à Hermannstadt en  Transylvanie et mort le 9 septembre 1824 à Turin, est un cardinal italien du XIXe siècle.

## Biographie
Paolo Giuseppe appartient à une famille de Villanova Solaro au Piémont. Fils de Giovanni-Battista Solaro, il est baptisé le 14 janvier 1743 et fait ses études à l'université de Turin où il devient docteur en théologie en juin 1765 et docteur droit civil et droit canon en mai 1767.
Il est ordonné prêtre le 22 février 1766.
Vicaire générale de Turin, il est nommé au diocèse d'Aoste par le roi Victor-Amédée III de Sardaigne le 16 juin 1784. Le pape Pie VI confirme son élévation le 20 septembre. Il est consacré à Rome le 26 du même mois dans l'église Saint-André delle Valle, par le cardinal Gerdil assisté par Giuseppe Maria Contesini, archevêque titulaire d'Athènes, et Pierluigi Galletti, évêque de Cyrène (de). Il prend possession de son siège le 26 février 1785.
À la suite de l'invasion de la vallée d'Aoste par les troupes révolutionnaires françaises, il est contraint de se réfugier à Ivrée le 28 avril 1794 avec une partie de son clergé.
Revenu dans son diocèse, il doit résigner son évêché le 14 mars 1803 lorsque le pape Pie VII prononce la fusion de son diocèse avec le diocèse d'Ivrée par une bulle pontificale du 1er juin 1803 ; après il quitte définitivement le diocèse d'Aoste le 3 septembre 1805.
Le pape Pie VII le crée cardinal lors du consistoire du 23 septembre 1816.
Solaro participe au conclave de 1823 lors duquel Léon XII est élu. Il y soutient le véto de l'Autriche contre le cardinal Antonio Gabriele Severoli.
Il meurt d'apoplexie à Turin le 9 septembre 1824 et il est inhumé dans la crypte des archevêques de la ville.

## Succession apostolique
Paolo Giuseppe Solaro a ordonné les évêques suivants :
- Archevêque François-Marie Bigex (1817)
- Archevêque Columbano Giovanni Battista Carlo Gaspare Chiaverotti (it), O.S.B.Cam. (1817)
- Évêque Giovanni Antonio Niccola (1818)